# Герберт Гунгер
Герберт Гунгер (нім. Herbert Hunger; 9 грудня 1914 — 9 липня 2000) — австрійський історик-візантист.

## Біографія
Гунгер народився у Відні. З 1956 по 1962 був директором відділу папірусу Австрійської національної бібліотеки. З 1973 по 1982 рік він обіймав два терміни поспіль пост президента Австрійської академії наук. Заснував і очолив першу в Австрії школу візантиністики. Помер у Відні в 2000 році, похований на центральному цвинтарі.

## Звання та нагороди
- Гранд-Командор Ордена Фенікса (Греція)
- Великий хрест із зіркою ордена «За заслуги перед Федеративною Республікою Німеччина»
- 1968: Премія Вільгельма Гартеля
- 1979: Приз міста Відня за гуманітарні науки
- 1981: Австрійський почесний знак «За науку і мистецтво»
- Великий золотий знак за заслуги перед Австрійською республікою
- Великий золотий знак За заслуги перед містом Відень